# Міроцин-Дольни
Міроцин-Дольни (пол. Mirocin Dolny, нім. Nieder Herzogswaldau) — село в Польщі, у гміні Кожухув Новосольського повіту Любуського воєводства.
Населення — 376 осіб (2011).
У 1975—1998 роках село належало до Зеленогурського воєводства.

## Демографія
Демографічна структура станом на 31 березня 2011 року:
|          | Загалом | Допрацездатний вік | Працездатний вік | Постпрацездатний вік |
| -------- | ------- | ------------------ | ---------------- | -------------------- |
| Чоловіки | 174     | 34                 | 121              | 19                   |
| Жінки    | 202     | 44                 | 108              | 50                   |
| Разом    | 376     | 78                 | 229              | 69                   |